# Мус (река, впадает в Гудзонов залив)
Мус (англ. Moose River) — река на северо-востоке провинции Онтарио (Канада).

## География

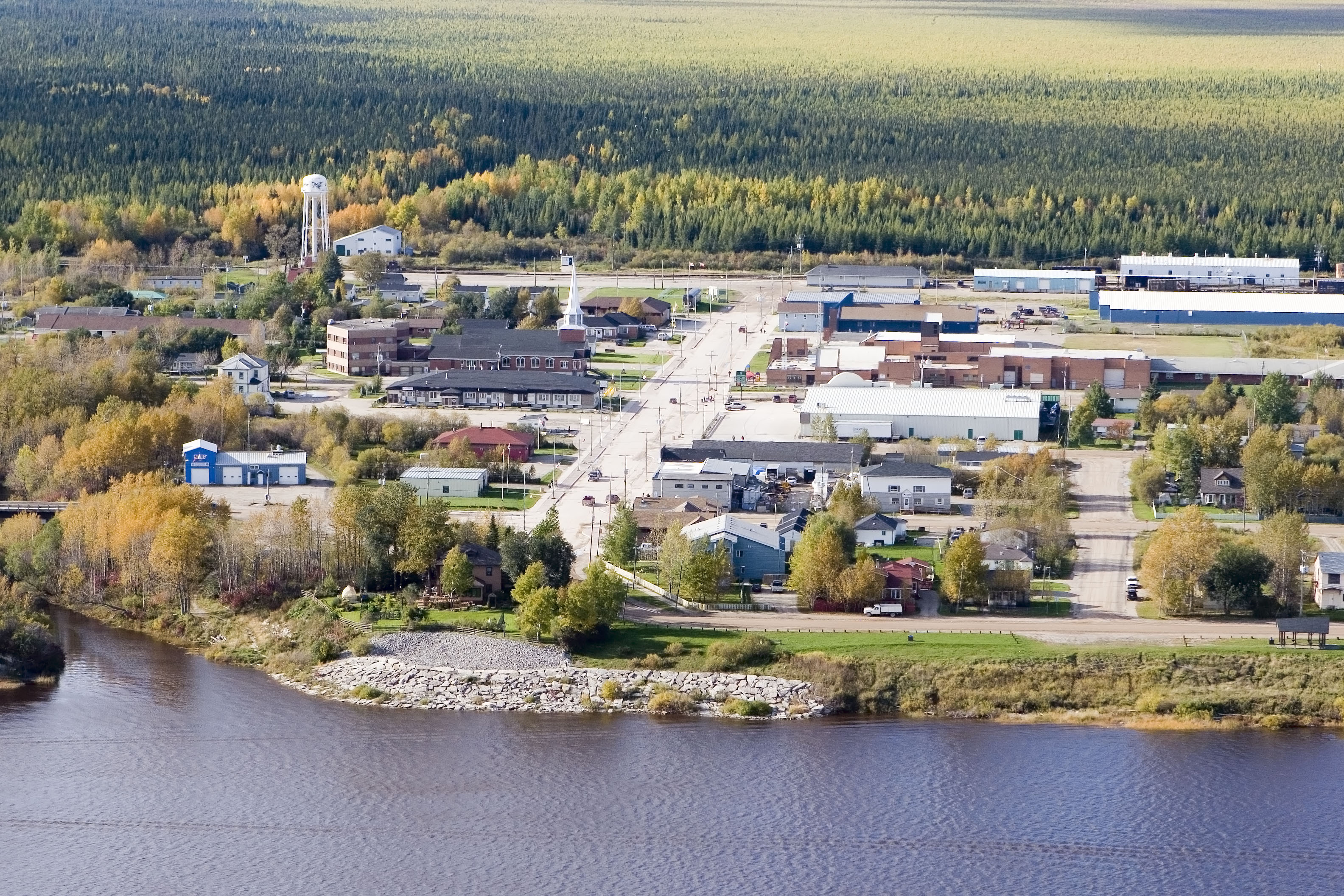
Река Мус и порт Мусони

Река образуется слиянием рек Миссинайби (длиной 426 км) и Маттагами (длиной 442 км), истоки которых находятся на Лаврентийской возвышенности. Впадает в южную часть залива Джеймс. Длина собственно реки Мус составляет 104 км, с учётом длины реки Маттагами — 547 км. Бассейн реки занимает почти всю северо-восточную часть Онтарио, его площадь равна 108 500 км².
Крупнейшие притоки — Абитиби (правый, длина 547 км), Куотобосхеган (левый), Норт-Френч (правый), Уокуэйоукастик. В нижнем течении образует эстуарий, на берегу которого находится порт Мусони и напротив него, на острове, посёлок Мус-Фактори. Вдоль левого берега реки проложена железная дорога компании Ontario Northland Railway, соединяющая порт Мусони с южными районами Онтарио. По этой дороге курсирует Polar Bear Express (Мусони — Кокран).

## История
Торговая фактория Мус-Фактори, основанная в 1672—1673 годах, является старейшей торговой факторией Компании Гудзонова заливаи и самым первым английским поселением в Онтарио, а сама река Мус и её притоки были важной частью мехоторгового маршрута от залива Джеймс к Верхнему озеру. В настоящее время в бассейне реки наиболее важными отраслями являются горнодобывающая и целлюлозно-бумажная промышленность, предприятия которых используют электроэнергию, вырабатываемую гидроэлектростанциями на реках Абитиби и Маттагами, а наиболее значительными городами являются Тимминс, Капускейсинг и Ирокуой-Фолс.

## Охрана природы
Птичий заповедник Мус-Ривер (Moose River Bird Sanctuary) площадью 14,6 км² расположен в восточной части эстуария реки Мус и включает остров Шип-Сандс (Ship Sands Island) и часть берега в устье реки. Заповедник создан в рамках международного соглашения о защите перелётных птиц и Рамсарской конвенции, является частью большого природоохранительного комплекса в южной части залива Джеймс. Этот комплекс играет важную роль в годовом цикле водоплавающих птиц. Воронковидный контур Гудзонова залива и залива Джеймс приводит к тому, что птицы. мигрирующие из Арктики каждую осень, концентрируются в южном конце залива Джеймс. На обширных водно-болотных угодьях по берегам залива плещется множество уток и гусей. Среди большого числа водоплавающих и прибрежных птиц можно упомянуть таких как белый гусь, исландский песочник, чернозобик, пёстрый улит, желтоногий улит и американская золотистая ржанка.